# Fédération écossaise des échecs
La fédération écossaise des échecs (ou Chess Scotland) est une organisation qui s'occupe de promouvoir et de diffuser les échecs en Écosse. Elle a été créée en 2001 par la fusion de l'Association écossaise des échecs (Scottish Chess Association, ou SCA) et de l'Association échiquéenne juniore écossaise (Scottish Junior Chess Association, ou SJCA).
La fédération a pris juridiquement la suite de la SCA, fondée en 1884, ce qui en fait l'une des plus anciennes fédération au monde,. En tant que fédération nationale, Chess Scotland est affiliée à la Fédération internationale des échecs (FIDE), et elle envoie donc des délégués à l'assemblée de la FIDE. Son directeur chargé de l'international est responsable de la sélection des équipes qui représentent l'Écosse lors des olympiades d'échecs.

## Objectif et fonctions
Son objectif principal est de « favoriser et de promouvoir le jeu d'échecs, parmi les joueurs de tous les âges, à travers tout le territoire écossais ».

### Fonctions
Ses principales fonctions sont les suivantes : 
- représenter les intérêts de la fédération (auprès de la FIDE et ailleurs) ;
- sélectionner les joueurs et les équipes pour représenter l'Écosse lors des compétitions internationales ;
- organiser des tournois d'envergure nationale (championnat d'échecs d'Écosse), et internationale en Écosse ;
- promouvoir le jeu d'échecs à travers le territoire ;
- nommer et former des employés ;
- gérer le système de classement Elo.

### Organisation générale
Les affaires fédérales sont gérées par les administrateurs et les fonctionnaires qui travaillent (avec d'autres promoteurs le cas échéant) en son sein. La plupart de ces postes sont pourvus par élection lors de l'Assemblée générale annuelle fédérale. Des arbitres certifiés, sélectionnés par des tests, encadrent les événements (tournois, opens…). 
Tous ces officiels (arbitres, entraîneurs et accompagnateurs) sont soumis à une certification et à la publication de leur nom sur une liste, en vertu de la loi écossaise de protection de l'enfance.
En dehors de la publicité faite autour de ses événements, la fédération communique avec le public via son site internet. Un forum en ligne favorise la discussion sur des sujets d'actualité. En outre, la Chess Scotland publie un magazine qui paraît six fois par an.

### Organisation du championnat du Commonwealth
La fédération remporte l'organisation du championnat du Commonwealth en 2014. Il a eu lieu à Glasgow.

## Membres
La fédération est enregistrée en tant que structure à but non lucratif. Elle est gérée en partie par des bénévoles. Elle dispose d'environ 35 000 £ de liquidités, dont plus d'un tiers a été versé par le gouvernement écossais via l'octroi d'une subvention annuelle. Cette subvention a toutefois cessé depuis 2013. 
La fédération est comprend environ 5 000 licenciés, des écoliers aux Grands-maîtres internationaux (GMI).

### GMI écossais
- Paul Motwani
- Colin McNab
- Jonathan Rowson
- John Shaw
- Ketevan Arakhamia-Grant
- Matthew Turner[5]